# Amentum

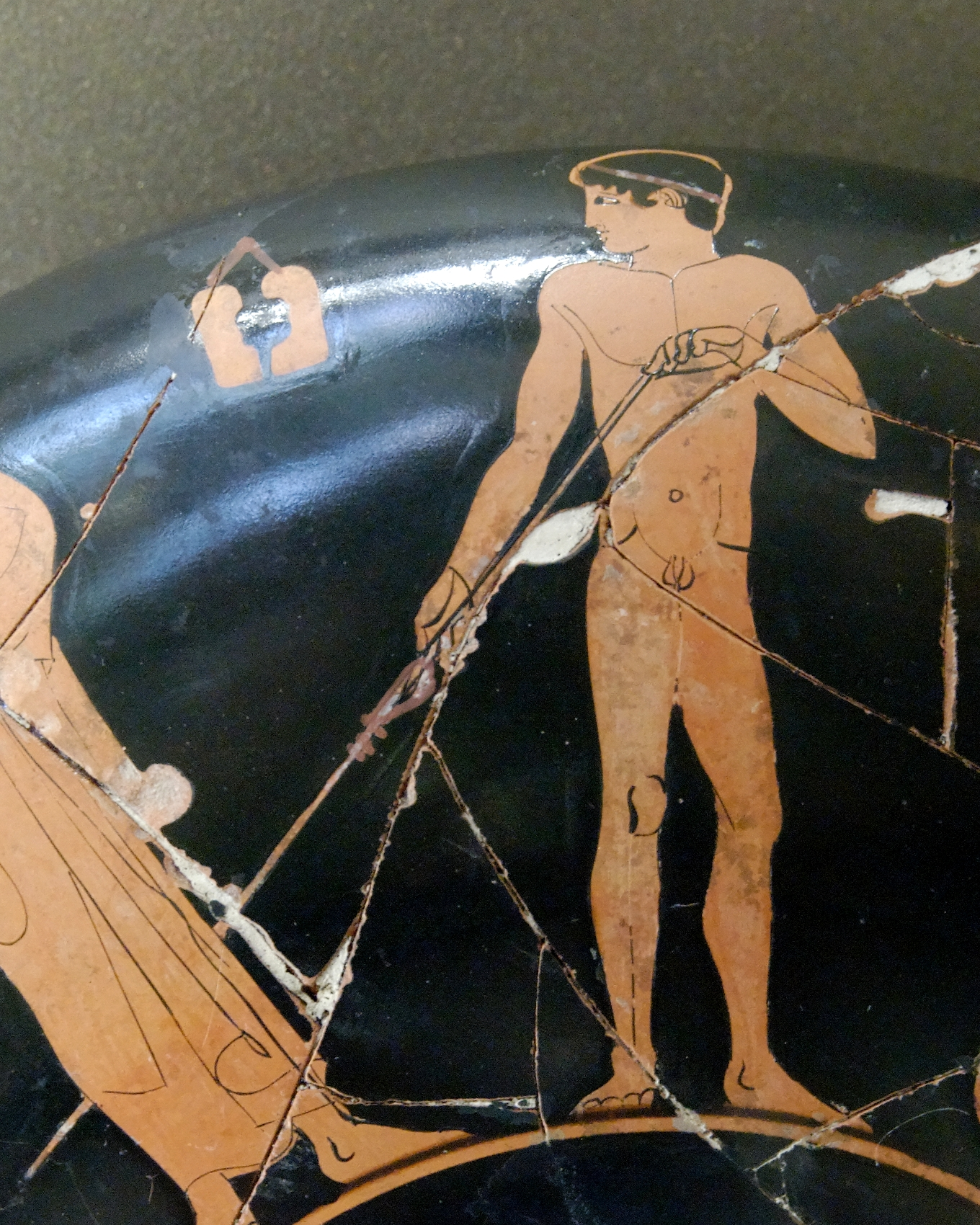
Un grec amb un Amentum en la mà correcta.

Amentum era la corretja que empraven els soldats per retenir la llança quan es donava un cop a l'enemic. La longitud i la gravetat d'aquella arma feien necessària aquesta precaució. Apart d'això, el soldat passava un dit per la corretja per poder llançar amb major força el seu dard.
Els soldats empraven també de l'amentum per llançar les javelines fortes i pesants. Abans de llançar-les la posaven enmig de la corretja com una pedra en una fona. Alguns guerrers menyspreaven valer-se de semblant mitjà necessari als homes febles i que suplia la força amb la destresa.
Es deia també amentum la corretja amb que es lligava al peu el calçat o sandàlia anomenada solea.